# Joachim Reske
Hans-Joachim Reske (Bartenstein, 9 aprile 1940) è un ex velocista tedesco.

## Palmarès
| Anno                                              | Manifestazione  | Sede     | Evento      | Risultato | Prestazione | Note           |
| ------------------------------------------------- | --------------- | -------- | ----------- | --------- | ----------- | -------------- |
| In rappresentanza della Squadra Unificata Tedesca |                 |          |             |           |             |                |
| 1960                                              | Giochi olimpici | Roma     | 4×400 m     | Argento   | 3'02"7      | Record europeo |
| In rappresentanza della Germania Ovest            |                 |          |             |           |             |                |
| 1962                                              | Europei         | Belgrado | 400 m piani | Bronzo    | 46"4        |                |
| 1962                                              | Europei         | Belgrado | 4×400 m     | Oro       | 3'05"8      |                |